# Stazione di Fengo
La stazione di Fengo era una fermata ferroviaria posta sulla linea Cremona-Iseo. Serviva il paese di Fengo, frazione del comune di Acquanegra Cremonese.

## Storia
La fermata venne costruita come parte della tratta da Soresina a Cremona della linea Cremona-Iseo della Società Nazionale Ferrovie e Tramvie (SNFT), aperta all'esercizio il 2 gennaio 1926.
Cessò l'esercizio con la chiusura della linea il 31 marzo 1956.

## Strutture e impianti
La fermata di Fengo era posta alla progressiva chilometrica 12+345 da Soresina, fra le stazioni di Grumello e di Sesto Cremonese.